# 荒井注
荒井 注（あらい ちゅう、1928年〈昭和3年〉7月30日 - 2000年〈平成12年〉2月9日）は、日本のコメディアン、俳優。ザ・ドリフターズ元メンバー。東京都出身。本名は荒井 安雄（あらい やすお）。

## 来歴
四谷にて生まれる。家は料亭を営んでいた。旧制日本学園中学校を経て、立教大学文学部宗教学科を中退後、二松學舍大学文学部国文学科卒業。
大学卒業後は脚本家を目指しながら、音楽バンドグループ『クレージーウエスト』のバンドマンを務めていた。なお、二松學舍大学在学中に中学と高校の教員免許（高校の科目は国語）を取得したことから、同大学卒業後に教師を務めたことがあるとの文献もあるが、真偽は不明である。芥川龍之介や太宰治を愛読する文学青年という一面もあった。
1958年に大学卒業とともに数々のバンドを経る。

### ザ・ドリフターズ時代

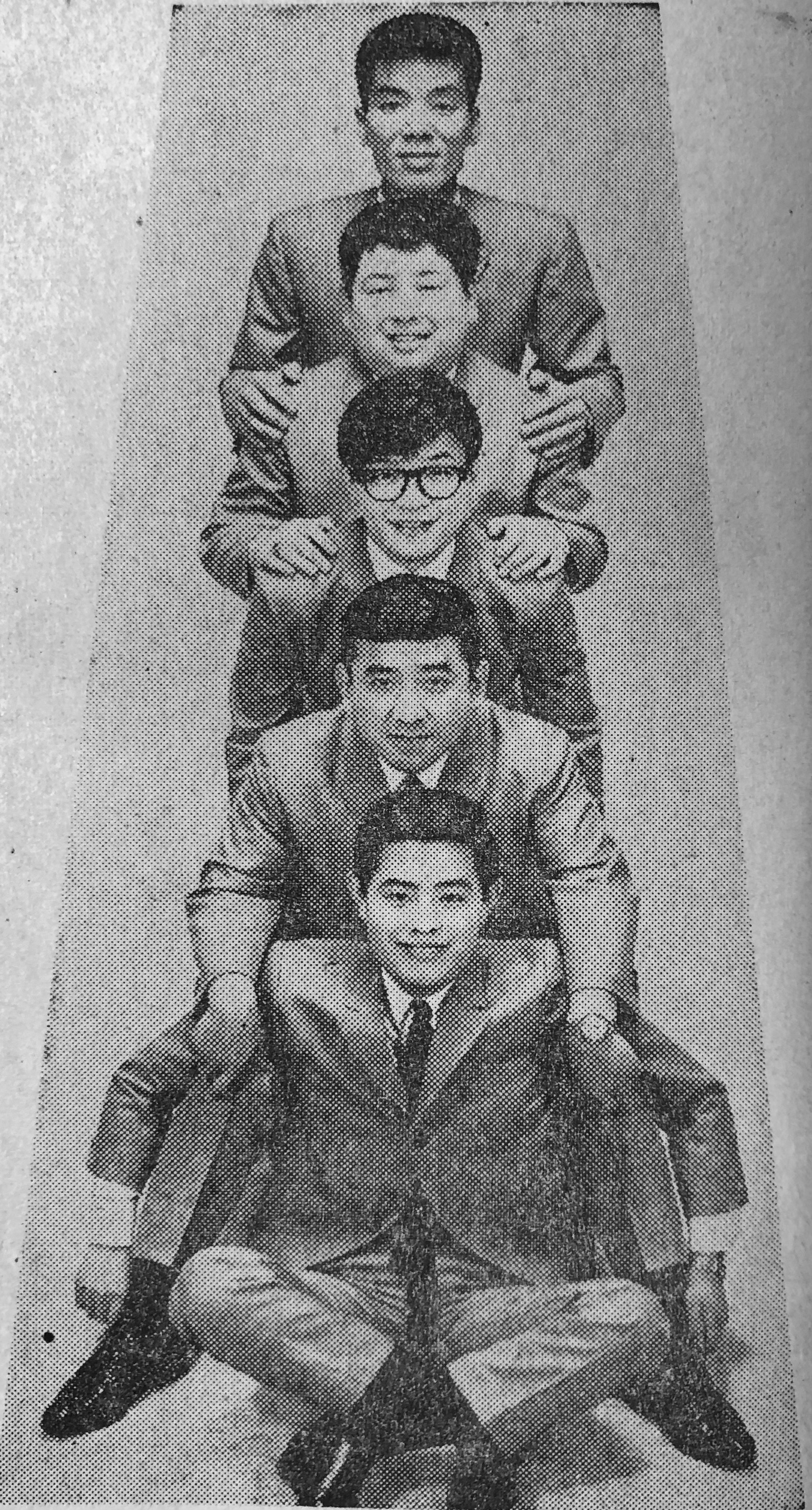
ザ・ドリフターズ。上から、いかりや長介、高木ブー、仲本工事、荒井注、加藤茶。

1964年に「トリスのおじさんみたいな面白い顔をした奴がいる」との評判を聞きつけたいかりや長介にスカウトされて、ザ・ドリフターズに参加。初任給は42000円だった。担当楽器はピアノだが、ロカビリーのスリーコードしか弾けなかったという話がある。クレージーウエスト時代はスチールギター担当だったが、人数の関係でピアノに転向させられた経緯によるもの。その一方で「速弾きを得意とした」（居作昌果）や「一応弾けたが、指が短いために時々半音ずれた」（加藤茶）、「上手いという訳ではないが、何となく形にして見せることが出来た」（高木ブー）とも言われている。
いかりや長介の著書には、荒井の背の低さとピアノの演奏力をチェックしなかったことが失敗だったとある。しかし、この人選の失敗が「ふてぶてしい」荒井のキャラクターと相まって、ドリフの人気に繋がった。
ドリフ入りした直後、渡辺プロダクションの重鎮で、加藤を始め多くの芸名の命名に携わったハナ肇の「芸人は水に関係する名前が良い」という考え方から「〜を注ぐ」から採って「注」という芸名を名付けられた。また加藤曰く「要注意人物」だからだという説もある。
いかりやよりも3歳年上だったが、デビューからしばらくの間は年齢を6歳若くごまかして公表(昭和9年(1934年)生まれ)しており、なおかつドリフのメンバー達も彼の実際の年齢を知らなかった。年齢をごまかしていた理由について、ドリフのメンバー達には「リーダーの長さんより俺が年上だと具合が悪いからさ」と説明していたが、本当のところは女性にもてたかったのではないかと、いかりやは自伝『だめだこりゃ』の中でコメントしている。
ドリフでは「This is a pen!」のギャグで人気者になった。コントでは「威張り散らすいかりやをシラっとした目で見て無視をし、いかりやに怒られてふてくされながらギャグを言う」というパターンが受けた。学校コントでは「先生役のいかりやと同級生の落第し続けた生徒」という設定であった。中でも代表的なギャグ「何だバカヤロウ!」「文句あるか!」、「何見てんだよ!」は流行語となり、ドリフ脱退後のピンでの活動でも頻繁に使用した。このうち「何だバカヤロウ!」は、ピアノ担当なのに鍵盤が弾けないことを加藤茶にからかわれた時に言い返したのが発端であり、いわゆる逆ギレ芸の先駆けともいえる。
ドリフ在籍の後半は「ハゲキャラ」としていじられることが多く、当時『8時だョ!全員集合』のコーナー『少年少女合唱隊』で共演した由紀さおりからは、数え歌まで披露されている。
1974年3月に「体力の限界」を理由にドリフを脱退。TBSプロデューサーの居作昌果によれば、いかりやのワンマンぶりが気に入らなかったことや、ギャラの配分をめぐる不平などが関係していたとされる。一般発表したのは『8時だョ!全員集合』の生本番中で、いかりやによって発表されたが、いかりやのコメントは、「（荒井は）暫くお休みを頂く」というものであり、脱退するとは一言も発しなかった。
荒井の後任には、ドリフのボーヤをしていた志村けんが加入した。なお、新生ドリフメンバーの脱退は荒井が最初ではなく、結成翌年の1965年頃に綱木文夫が脱退して以来2人目である。

### ザ・ドリフターズ脱退後
「芸能界を引退する」と言ってドリフを脱退したが、わずか半年後に芸能界に復帰したため、和解に3年を要したという話がある。
その後も、ドリフの番組にゲスト出演しており『全員集合』の最終回にもゲスト出演し、いかりやに花束を手渡している。また『全員集合』オープニングの振付師でもある藤村俊二とのコンビで『なるほど!ザ・ワールド』にも準レギュラーとして出演していた。
俳優としての活動も展開し、土曜ワイド劇場の人気シリーズである井上梅次監督・天知茂主演『江戸川乱歩の美女シリーズ』に1978年の第2話より明智の盟友、波越警部役で出演。天知の死去により最終作となった1985年の第25話まで演じた。
私生活では1983年、10月5日の銀婚式直前にして荒井は二松学舎時代に学生結婚で結ばれた妻の弘子を肺がんで9月30日に亡くす、子供はいなかった。告別式は3日に行われドリフターズのメンバーが参加し「おれたち芸能人は、女房に見えない所で負担をかけてるのかなあ」といかりやはコメントした。
1985年、
ミス世田谷にも選ばれた学習院大学英文科卒で新日鉄の重役秘書の24歳Mと、Mの両親の大反対を押し切り2月16日に入籍し再婚。
馴れ初めは自身が経営する千葉白浜の「海の家」で1984年夏に出会ったことであった。
しかし2年後の86年6月にMは実家に帰っていった。そして「どうしても今年中にケリをつけたい」と言われ、1986年12月22日に協議離婚。
荒井の理由は「米のとぎ方から教えるぐらい家事ができなかったので疲れた」としている(最初はもの珍しさもあって教えていたがだんだん疲れてきたとも)。「やっちゃん」と呼ばれていた。
1991年5月2日、ラーメン屋の娘でゴルフ仲間のOLのMと再再婚、「一生面倒を見てくれると言ってます」とコメントした。
数年前から家族ぐるみで付き合いがあり、なれそめは風呂場で転倒した荒井の身の回りの世話をMがしたことだった。新婚旅行はハワイ。
1992年、嘉門達夫の替え歌メドレー3（完結編）に、ゲスト・ボーカルとして登場。これが荒井最後のシングル曲となった。
晩年は静岡県伊東市に移住し、個人事務所・荒井注事務所を自宅内に設置していた。伊豆でカラオケボックス経営事業を発案して建物を建設したが、完成した建物の入口が狭すぎてカラオケ機材の搬入が出来ないというミスから、建物はそのままで経営を断念したことがある。この件はワイドショーで取り上げられるなど話題になり、レポーターに対し「何だバカヤロウ!」と往年のギャグを発した。なおこのカラオケボックスになる予定だった建物はその後放置され、廃墟化した状態のまま残っていたが、2025年に解体された。
2000年正月放送のフジカラー「お正月を写そう」の広告撮影は、弁財天役の田中麗奈とドリフメンバー5人に加えて、荒井も毘沙門天役で共演し、これが荒井を含めたドリフのメンバーが全員集合した最後の映像となった。当初荒井は出演メンバーに含まれていなかったが、七福神役が1人足りなかったため広告代理店が荒井に声を掛けた所、荒井が承諾して出演が決まった。
そのCM出演から間もない2000年2月9日（水曜日）午前4時30分、伊東の自宅において入浴中に肝不全のため71歳で亡くなった(享年71)。
所属事務所社長で葬儀委員長の網井雄三は「死んだ日にはドリフのメンバーが全員駆けつけてくださった。」とコメント。
葬儀にはドリフのメンバーが全員参列し、弔辞はいかりやが担当した。遺骨はオーストラリアのケアンズに散骨された。以下はいかりやによる弔辞である。
妻が喪主となり11日午前11時から伊東市吉田1026の2の総祭式典会館白寿で行われた、糖尿病患者で、腎臓病だった。
所属事務所社長の網井雄三の呼びかけで、参列者らが荒井のギャグ「なんだバカヤロー」を唱和した。インタビューを受けた仲本工事は「私らの方が『何だバカヤロウ!』ですよ」と泣きながら答えていた。
荒井の死後、いかりやは荒井を追悼する意味合いも込めて、荒井との思い出を書き綴った自伝『だめだこりゃ』を出版。この『だめだこりゃ』は、いかりやの存命中に文庫化もされた。この後、いかりやが「じゃあ、いずれ」の言葉通り他界したのは、4年後の2004年3月20日のことであった。

## 私生活
- 1958年、学生結婚するが、1983年に死別。
- 1985年、32歳年下の女性と再婚するが、2年後の1987年には離婚。
- 1991年、38歳年下の信用金庫職員だった女性と3度目の結婚をした[27]。

## 出演作品
ドリフメンバーとしての出演は、「ザ・ドリフターズ」を参照。

### テレビドラマ
- 時間ですよ・昭和元年（1974年〜1975年、TBS）※『8時だョ!全員集合』の客員ディレクターを務めたことがある久世光彦の出演要請により、本作で芸能界へ復帰した。
- ばあちゃんの星（1975年、TBS）
- 土曜ドラマ（NHK総合）
  - 松本清張シリーズ・遠い接近（1975年） - 安川哲次
  - 松本清張シリーズ・天城越え(1978年10月7日) - 菓子屋
- 花吹雪はしご一家（1975年 - 1976年、TBS）- 熊平
- 金曜ドラマ・美しき殺意（1976年、TBS）
- 土曜ワイド劇場（テレビ朝日系）
  - 江戸川乱歩の美女シリーズ（1977年 - 1985年、1992年） - 浪越警部
  - 美人殺しシリーズ
    - 未亡人殺し（1986年）
    - 人恋橋・幽霊殺し・逆さ吊り死体の惨劇（1994年） - 署長

  - 牟田刑事官事件ファイル9（1988年）
- UFOセブン大冒険（1978年、TBS）- 隣のオヤジ
- マジカル7大冒険（1978 - 1979年、TBS） - 塾長
- ムー一族（1978年 - 1979年、TBS） - 住職
- 大岡越前 第5部 第20話「酒に呑まれた男」（1978年6月19日、TBS） - 留造
- 少女探偵スーパーW（1979年、TBS） - マスター
- ブラザー劇場「コメットさん」 第45話「父うちゃんと新しいママ」 (1979年、TBS)
- 雲霧仁左衛門（1979年、関西テレビ / 松竹）- 富の市
- ミラクルTV大出動（1979 - 1980年、TBS）
- 体験時代（1979年、12ch）
- なぜか初恋・南風（1980年、TBS） - 忠八
- 大河ドラマ（NHK総合）
  - 草燃える（1979年）- 土佐坊昌俊　
  - 獅子の時代 第8回（1980年) - 商人
  - 春の波涛（1985年）- 野島義平
- 爆走!ドーベルマン刑事（1980年、テレビ朝日系 / 東映）- 総務経理担当・森鉄之介
- 熱中時代 第2シリーズ 第27話「火事とケンカの居候」（1981年、NTV） - 父親・剛造
- 傑作推理劇場・砂の密室（1981年、テレビ朝日系）- 捜査係長
- 花王名人劇場（関西テレビ制作・フジテレビ系）
  - マイウェイTOKYO（1981年）- はとバスの運転手
  - 裸の大将
    - 第21話「清と少女とペテン師と」(1987年1月18日) - 長さん
    - 第43話「清がサーカスにやってきた」（1990年10月7日） - 川畑信雄
- 意地悪ばあさん さよならスペシャル「天国と地獄の巻」（1982年、フジテレビ）- 仏様
- 月曜ドラマランド（フジテレビ）
  - のんき君（1983年12月12日）
  - おそ松くん（1985年12月16日）- 松造
  - おニャン子学園危機イッパツ とんだ放課後（1986年5月12日）
  - みゆき（1986年8月4日）- 瀬川医師 役
  - 有閑倶楽部（1986年11月10日）- 剣菱万作
  - 一休さん（1986年11月17日）
  - バケルくん（1987年）- バケ田バケ左衛門
- 銀河テレビ小説 花丸銀平（1984年、NHK総合） - 栗山定吉
- 脱兎のごとく 岡倉天心（1985年、NHK総合）- 高松
- うちの子にかぎって…パート2 第5話「スチュワーデス物語」（1985年、TBS）- 井田義輔
- 花の女子校 聖カトレア学園（1985年- 1986年、テレビ東京系）- 先代園長の忠太郎の幽霊  ※ 視聴者お便りコーナーも担当
  - 花の聖カトレア学園
  - 新・花の聖カトレア学園
- 花嫁人形は眠らない（1986年、TBS）- 佐伯住職
- 木曜ドラマストリート 「ぼくらの時代」（1986年、フジテレビ）
- やったぜベイビー!（1986年、日本テレビ）- 竹村大三郎
- さすらい刑事旅情編 第10話「山手線から誘拐された美人OL」（1988年、テレビ朝日 / 東映）
- 火曜サスペンス劇場 「浅見光彦ミステリー3 佐渡伝説殺人事件」（1988年、日本テレビ）- 馬場
- 明日はアタシの風が吹く（1989年、日本テレビ / カノックス）
- 横溝正史傑作サスペンス・犬神家の一族（1990年、テレビ朝日）- 徳島元三
- はぐれ刑事純情派 第3シリーズ 第13話「危険な宅配便・疑惑の目撃者」（1990年6月27日、テレビ朝日 / 東映）- 塩崎悟
- さくらももこランド・谷口六三商店（1993年、TBS）- サティーシュ（インド父） ※ 随所にドリフ時代のギャグを投入
- 徹底的に愛は…（1993年、TBS）※ テレビドラマでは唯一となるいかりやとの共演作品。CM前には全員集合の幕引きジングルが挿入された。
- ドラマ30 「失業白書」（1997年、CBC）- 赤津文治
- 花王 愛の劇場 「パパ・レンタル中」（1998年、TBS）- 木村和重
- 新・俺たちの旅 Ver.1999（1999年、日本テレビ） - 熊沢慎一郎

### 映画
- こちら葛飾区亀有公園前派出所（1977年、東映）
- 翼は心につけて（1978年、共同映画）
- 走れトマト にっぽん横断300キロ（1978年、日活）
- 博多っ子純情（1978年、松竹）
- 本日ただいま誕生（1979年、東映）
- ピーマン80（1979年、東宝）
- さらば、わが友 実録大物死刑囚たち（1980年、東映）
- 胸さわぎの放課後（1982年、東映）
- 三等高校生（1982年、東宝）
- 探偵物語（1983年、東映）
- 火宅の人（1986年、東映）
- 波光きらめく果て（1986年、松竹）
- 姐御（1988年、東映）
- ハリマオ（1989年、松竹）
- 病院へ行こう（1990年、東映）
- 極道の姐 玲子（1994年、ケイエスエス）

### ゲーム
- 3DOアドベンチャーゲーム「西村京太郎 悪逆の季節 東京〜南紀白浜連続殺人事件」- 亀井刑事

### 人形劇
- ヤンマーファミリーアワー 飛べ!孫悟空（TBS系） - ハダカ大王、薄井二等兵

### Vシネマ
- 新桃太郎伝説 七夕の村は激戦区（1993年） - 竹丸屋権蔵

### 吹き替え
- 名探偵ダウリング神父 - フランク・ダウリング神父（トム・ボズリ）

### バラエティ
- 今夜は最高!（1984年、日本テレビ）※パートナーは野川由美子
- なるほど!ザ・ワールド（フジテレビ系）※解答者として藤村俊二とペアを組んでいた。
- ドリフ大爆笑（フジテレビ系）※ザ・ドリフターズから脱退後、2回ゲスト出演。
- おもしろ博士クイズ（日本テレビ系）※ レギュラー出題者「ドクター注」として登場。前の2人の博士の意見に対し、「違うなァ、2人とも」と言うのが口癖だった。
- ダウトをさがせ!（TBS系列・毎日放送制作）※ クイズの出題映像に通行人のようにさりげなく映っていたり、扮装をしたりするなどして隠れていた。正解発表時には最後に「何だバカヤロウ」と発していた[注 6]。
- とんねるずのみなさんのおかげです（フジテレビ系列）※ 全盛期の当番組の人気コーナーである保毛尾田保毛男シリーズの「保毛太郎侍」にレギュラー出演した。
- ライオンスペシャル_'83クリスマスキャロル_聖夜だヨ!120分（TBS系列）[28]

### 広告
- 日本ハム スイフトローフ
- 明治製菓（現・明治） ヤンヤン（1980年）
- サンヨー食品 サッポロ一番ほたてラーメン（1984年）
- アース製薬
  - ごきぶりホイホイ
  - アースマット　
  - ダニアース
  - アース防虫シート
- サンスター ヘアークロン（1985年）
- 資生堂ドルックス
- 日清食品　らうめん
- 日立製作所 パーソナルファクシミリ「美写文」 ※松雪泰子と共演
- ハドソン
  - スーパー桃太郎電鉄III
  - 新桃太郎伝説
  - スーパーボンバーマン3
  - 鮫亀
  - スーパーボンバーマン4
  - サターンボンバーマン
  - スーパーボンバーマン5
- 日本レダリー（現：ファイザー）アペイン
- 営団地下鉄（現：東京メトロ）「マナーキャンペーン」
- NTTドコモ※竹中直人、細川直美と共演（1996年頃）
- フジカラー（2000年）

### 舞台
- 劇場空間天外ごっこ 誰がハドソン夏まつり'95 - 座長

## 音楽
- ザ・花ざかり（1983年12月16日[29]、東芝EMI ETP-17572）
  - 作詞：都立大介、作曲：馬込太郎、編曲：大谷和夫
  - 歌詞に約40種のファッションブランド名が駄洒落的に盛り込まれ[29]、自身の持ちギャグである「何だよバカヤロウ!!」[29]「This is a pen!!」のフレーズも使われている。ジャケット表面はマンガ太郎によるイラスト。
- 替え唄メドレー3（完結編）、替え歌大メドレー（1992年1月1日[注 7]、ビクター） ※ゲストヴォーカル
  - 歌唱：嘉門達夫
  - 両曲とも、終盤のPINK SAPPHIRE『P.S. I LOVE YOU』の替え唄歌唱と、沢田研二『勝手にしやがれ』の強引な短縮を受けてのリアクションを担当。
- あんたがたどこさボンバーマン（1995年12月21日[注 8]、データム・ポリスター）
  - 歌唱：ボンバーマン（杉山佳寿子）
  - 作詞：裕宝、作曲：杉原葉子
  - ボンバーマンの「祭りだよ 暴れちゃえ 今度は何処さ 荒井注」への返しとして、持ちギャグである「何だバカヤロウ!!」のフレーズを入れている。
- 今日の日はさようなら（1995年12月21日[注 8]、データム・ポリスター）
  - 歌唱：ハドソン一座全員（座長である荒井注を含む）
  - 作詞：金子詔一、作曲：金子詔一

## 演じた俳優
- 金田明夫 -『志村けんとドリフの大爆笑物語』（2021年、フジテレビ）